# Blood Red Shoes (album)
Blood Red Shoes è il quarto album discografico gel gruppo musicale rock inglese Blood Red Shoes, pubblicato nel marzo 2014.

## Tracce
1. Welcome Home – 1:50
2. Everything All at Once – 2:39
3. An Animal – 3:03
4. Grey Smoke – 3:24
5. Far Away – 3:22
6. The Perfect Mess – 3:29
7. Behind a Wall – 3:17
8. Stranger – 3:59
9. Speech Coma – 2:30
10. Don't Get Caught – 3:49
11. Cigarettes in the Dark – 3:28
12. Tightwire – 2:46